# フルハウス (航空機)

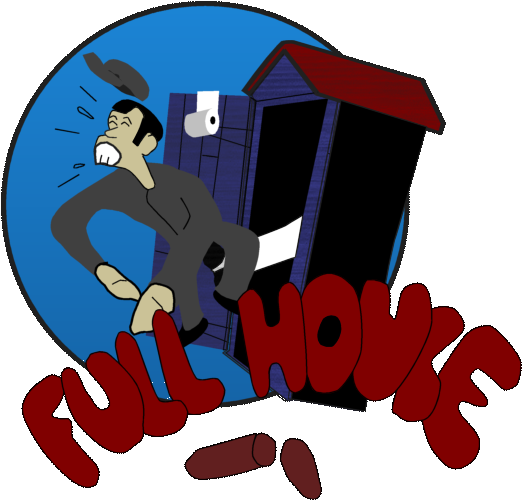
フルハウスのノーズアート

フルハウス（英語: Full House）は第二次世界大戦後期～冷戦期初期に使用されたアメリカ陸軍航空軍第509混成部隊に所属した戦略爆撃機B-29の機名。機体番号44-27298、ビクターナンバー83。ノーズアートは簡易トイレから蹴り出される日本兵。機長はラルフ・R・テーラー（Ralph R. Taylor）大尉。

原子爆弾を搭載するためにシルバープレート形態と呼ばれる改修を施した15機のB-29のうちの1機。
1945年8月6日、広島県広島市への原子爆弾投下任務に際して7機のシルバープレート形態B-29が用いられ、本機は長崎県長崎市の天候偵察機として参加した。また8月9日長崎市への原子爆弾投下任務では、原爆搭載機「ボックスカー」の万一の事態に備えた予備機として硫黄島で待機している。

## 乗組員
全9名
- 機長：Ralph R. Taylor Jr.
- 副操縦士：Raymond P. Biel
- 航法士：Fred A. Hoey
- 爆撃士：Michael Angelich
- 航空機関士：Frank M. Briese
- 無線通信士：Theodore M. Slife
- レーダー担当士：Nathaniel T. R. Burgwyn
- 銃座担当士 兼副航空機関士：Richard B. Anselme
- 後部銃座担当士：Robert J. Valley